# Hattonen
Die Hattonen waren eine Familie des fränkischen Adels, die in der ersten Hälfte des 9. Jahrhunderts, also unter den Kaisern Karl dem Großen und Ludwig dem Frommen, bedeutende Machtpositionen im Frankenreich innehatten. Als treue Gefolgsleute der Kaiser, auch noch Lothars I., wurden sie gefördert und mit Gütern und Rechten aus dem kaiserlichen Besitz ausgestattet. Sie wurden als Statthalter und Königsboten (missus) in Bayern und Sachsen eingesetzt, nach dem Tod Ludwigs des Frommen dann aber wegen ihrer Treue zum Kaiser (und der Idee der Reichseinheit) abgesetzt: Eine der ersten Handlungen Ludwigs des Deutschen nach dem Tod seines Vaters war es, die Hattonen aus Sachsen zu vertreiben und ihren Besitz dem Kloster Corvey zu geben (14. Dezember 840). Das Ende der hattonischen Macht kam spätestens mit der Schlacht an der Wörnitz am 13. Mai 841, in der die Verbündeten Lothars Ludwig dem Deutschen unterlagen.

## Stammliste
1. NN
  1. Hatto (Ato, Uto), 831/854 und vielleicht noch 857 Graf in Alemannien
    1. Lambert, Abt des Klosters Schienen (heute Öhningen)

  2. Banzleib, 832 Graf von Maine, 838 Graf und Markgraf in Sachsen
  3. Adalbert, 825 bezeugt, X 13. Mai 841 in der Schlacht an der Wörnitz, Graf von Metz, dux Austrasiorum[1][2]
  4.  ? Tochter; ⚭ Poppo I., Graf im Grabfeld (Popponen)[3]